# Авдеевская (деревня)
Авдеевская — деревня в Череповецком районе Вологодской области.
Входит в состав Яргомжского сельского поселения, с точки зрения административно-территориального деления — в Яргомжский сельсовет.
Расстояние по автодороге до районного центра Череповца — 24 км, до центра муниципального образования Ботово — 10 км. Ближайшие населённые пункты — Енюково, Раменье, Марьинская.
По переписи 2002 года население — 14 человек.
На 1912 в деревне Авдеевской (Авдѣевской) 2-й Петриневской волости Череповецкого уезда Новгородской губернии находилось 15 дворов, на которых имелось 23 жилых строения. Население составляло 95 человек, из них 43 мужского пола и 52 женского. Основным занятием жителей указано земледелие, побочным - плотницкое. В деревне располагались часовня и две водяные мельницы.